# Ciclamato
Il ciclamato (a volte chiamato ciclammato) è un dolcificante artificiale (codice E: 952) a elevato potere edulcorante che viene spesso usato in associazione alla saccarina nella produzione di sciroppi semplici e sciroppi medicati dietetici o per diabetici.
Per ciclamato tout court s'intende il sale formato dall'acido ciclammico con sodio o calcio. Il suo potere dolcificante, da 30 a 50 volte superiore al saccarosio, fu scoperto casualmente nel 1937 da Michael Sveda, ricercatore all'Università dell'Illinois.
Il ciclamato è stato sospettato di essere cancerogeno ad alte dosi, in base ad alcuni studi sui ratti. Numerosi studi, effettuati successivamente, tendono a dimostrare che questa cancerogenicità è specifica per il ratto, poiché questa specie animale metabolizza il ciclamato in modo diverso da come fa l'uomo. Benché la questione sia controversa, alcuni paesi, tra cui gli USA, hanno vietato l'uso alimentare del ciclamato. In Europa l'uso è consentito con restrizioni ed esclusioni.
Le solfatasi batteriche, parte della flora microbica residente del colon, possono convertire il dolcificante ciclamato in cicloesilammina, un agente cancerogeno della vescica.